# Yaginumanis cheni
Yaginumanis cheni är en spindelart som beskrevs av Peng X., Li S. 2002. Yaginumanis cheni ingår i släktet Yaginumanis och familjen hoppspindlar. Inga underarter finns listade i Catalogue of Life.